# Государство огузов
Огузское государство (тур. Oğuz devleti; азерб. Oğuz dövləti; туркм. Oguz döwleti) — средневековое центральноазиатское государство, основанное племенами огузов, занимавшими обширную территорию Казахстана по Иргизу, Уралу, Эмбе, Уилу, в Приаралье, долину Сырдарьи, предгорья Каратау, Чуйскую долину. Наиболее компактно они жили в Приаралье, северном Прикаспии, в низовьях Сырдарьи. В конце IX — середины X вв. в бассейне среднего и нижнего течения Сырдарьи и примыкающих к ней степях Западной части Казахстана сложилось политическое объединение огузов.
Этимология названия «огуз» неясна и не раз дискутировалась в отечественной и зарубежной историко-филологической литературе. Термин, вероятно, означал «племена», «объединение племен», но затем мог превратиться в этническое имя с собирательным значением. Археологические и письменные источники говорят, что они на эту территорию пришли из Семиречья. Исходным ареалом расселения огузов были юго-восточные области Средней Азии, а начало становления раннеогузской группировки связано с Западным Семиречьем.
Кочевавшие по Сырдарье племена кангаров были вынуждены частью войти в состав огузов, частью откочевать на запад — в Северное Причерноморье. Формирование огузской этнической общности было сложным и длительным процессом. В состав огузов вошли как древний этнический компонент долины Сырдарьи, так и кочевые и полукочевые племена Семиречья. Они делились на ряд племен со множеством родовых подразделений. Махмуд Кашгари утверждает, что огузы первоначально состояли из 24 племен. Более поздние авторы, в частности Марвази, говорят лишь о 12 племенах. Расхождение источников, вероятно, можно объяснить делением огузов на две экзогамные фратрии, бузуков и учуков, входящих соответственно в правое и левое крыло их войска. Огузское государство разделялось на уруки и аймаки. Термином «урук» обозначались родовые подразделения. Роды и племена, объединенные в состав более крупных племенных союзов, назывались «иль» (страна).

## Образование государства
До прихода огузов на Сырдарью столицей их была старая Гузия в Семиречье. В X веке столицей огузского государства стал Янгикент, или так называемая Новая Гузия. Янгикент находится на старой караванной дороге, на стыке кочевого мира с оседло-земледельческой культурой.
Государство сырдарьинских ябгу образовалось в первой половине IX в.
Царский титул малик ал-гуззиййа, как и признание верховенства аббасидского халифа были закреплены в легендах монет. Надписи на монетах относились к хорезмийскому алфавиту, что говорит об огромном влиянии хорезмийской культуры на формирование государственной и денежной системы государства огузов. Столичным центром государства Сырдарьинских огузов был Хувара или Джувара.
Государство огузов не было монолитным. Главой государства был верховный правитель, носивший титул «ябгу». Правители имели соправителей и советников. Наследники правителя назывались «иналами», для воспитания которых в детстве назначались специальные опекуны — «атабеки». Жёны правителей носили титул «хатун» и играли значительную роль в придворной жизни. Важное место также занимали военачальники. Главнокомандующий войсками — «сюбаши» опирался на военный совет и активно вмешивался в политические события. Правители выбирались на основе свода неписаных правил обычного права — «торе» — из наиболее могущественных родов. Власть верховного правителя ограничивалась советом крупной военно-племенной аристократии. В конце X в. сложился аппарат управления и система регулярных сборов налогов.

## Политическая история огузов
Анонимный персидский автор сочинения под названием «Границы мира», при описании Хазарского (Каспийского) моря упоминает огузов и Хорезм на востоке, на севере — снова огузов, затем, на севере и северо-западе, — хазар… Несмотря на то, что сам он никогда не путешествовал, это «описание очень напоминает рисунок Каспия на карте мира Ибн Хаукала». Хазарский царь Иосиф утверждал, что восточные границы его государства доходят до Ургенча. Хотя до этого Ибн Фадлан, следовавший караваном из Багдада в волжскую Булгарию через Среднюю Азию в 921 году, не пересекал территорий, принадлежавших хазарам. В 960-е годы от ударов Святослава и огузов, Хазарский каганат был сокрушён.
В 985 году между огузами и киевским князем Владимиром был заключен военный союз против поволжских булгар.
На рубеже X—XI веков в государстве были нередки народные восстания против хищнических сборов налогов. Особенно такие восстания участились во второй половине X века при Али ябгу. Этой ситуацией хотели воспользоваться сельджуки, которые возглавили восстания и захватили Дженд, но вскоре были вынуждены покинуть эти места. Во время правления последнего ябгу огузов Шах-Малика государство усилилось. В 1041 году он подавил восстание, покорил Хорезм, спустя 2 года попал в плен к сельджукам и был казнён. Это был последний правитель Огузской державы.
Восстание народа против высоких налогов ослабили государство огузов. Борьбу против огузских правителей возглавили вожди сельджуков. Ослабленная держава огузов пала под натиском кипчакских племён. Значительная часть огузов под натиском кипчаков ушла в Восточную Европу и Малую Азию.
В XI веке началось продвижение огузов в Иран и Переднюю Азию. Это движение было возглавлено правителями племени канык Тогрул-беком и Чагры-беком, внуками Сельджука, по имени которого племена, участвовавшие в движении, назывались сельджуками. В 1025 г. часть сельджуков поселилась на территории современного Туркменистана у города Ниса. В 1034—1035 гг. к ним присоединились подданные Тогрул бека. В 1038—1040 гг. сельджуки выступили против Газневидов и захватили Нишапур.
Таким образом, в середине XI века в силу внутренних и внешних противоречий огузское государство пало, а его население вошло в состав кыпчакской державы или ушло с сельджуками. Значительная часть огузов ушла в пределы Восточной Европы и Малой Азии, другая часть перешла под власть караханидов и сельджукских правителей Хорасана. Остатки разбитых кыпчаками огузов в дальнейшем растворились среди тюркоязычных племен Дешт-и-Кыпчака. Впоследствии сельджуки смогли создать огромное государство, в состав которого входила Малая Азия, Иран, часть Закавказья и Средней Азии.
В физическом типе огузов преобладал тураноидный облик. Огузские племена, как один из компонентов, участвовали в формировании многих современных тюркских народов.

## История
Огузское государство или Конфедера́ция Огу́зов (756—1055) было основано огузами. Первоначально огузы кочевали в Семиречье. Вытесненные карлуками, огузы переселились на среднее течение Сырдарьи. Позднее они расселились от Сырдарьи до Волги. Политической консолидации союза племён огузов способствовала борьба с печенегами. Китайские источники, восходящие к VII-VIII векам, утверждают, что Огузская конфедерация Токуз-Огуз (китайское Гу–су, Кут для Огузов) последовательно показана в окрестностях Иссык-Куля-Таласа. Из района Иссык-Куля центр Огузской конфедерации под давлением беженцев жёлтых тюргешей переместился в низовья Сырдарьи.

### Образование
Первое упоминание о государстве огузов встречается у арабского географа ал-Якуби, который называл правителей огузов «царями».
В середине VII века в результате борьбы с карлуками за тюргешское наследие значительная часть огузов покинула Семиречье и ушла в предгорья Каратау и долину реки Чу.
В начале IX века огузы вместе в союзе с карлуками и кимаками уничтожили Кангарский союз и захватили низовья реки Сырдарья и степи Приаралья.
В IX веке на завоёванной территории огузы образовали своё государство. На рубеже IX—X вв. экспансия Кыргызского каганата, вступивший в фазу «великодержавия» вызвала смятение среди соседних народов, на движение кыргызских войск обратил внимание даже хазарский каган. Кыргызы заключили союз с башкирами, после чего напали на огузов. Как пишет персидский историк Гардизи, кыргызский каган «многих из них [огузов] убил, многих взял в плен и собрал много денег». Земли огузов были разграблены кыргызами, угнанные в плен были проданы в рабство.

### Государственное устройство
Джабгу — титул правителя. Власть передавалась по наследству. Выборы джабгу проводились на советах, которые были продолжением народных собраний эпохи военной демократии. Иналы — наследники престола, их воспитывали — атабеки. Кюль-эркин — заместитель джабгу. Сюбаши — главный предводитель войска.
Основа имущественного неравенства в огузском обществе — это частная собственность на скот. Основная религия — язычество, шаманизм, позднее ислам.

### Этнический состав
В состав огузского государства вошли полукочевые и кочевые племена Семиречья и Сибири: халаджи, «уйгуры», джагра, чаруки, карлуки, имуры, и байандуры, каи. Формирование огузской этнической общности было сложным и длительным. По свидетельству Махмуда Кашгари (XI век), огузы делились на 24 племени, из них 12 племён — бузуки, 12 племён — учуки. Бузуки пользовались бо́льшими привилегиями.

## Правители
Ябгу огузов (гузов) (ок. 600—1055)
Столица: Янгикент.
1. Огуз Каган (235-351)
2. Гюнь Хан (351-390)
3. Кайы Хан (390-457)
4. Диб-Бакуй Хан (457-577)
5. Кузы-Яви (577-600)
6. Йынал-Яви (ок. 600-630).
7. Дуйли-Кайы, сын.(630-660)
8. Ирки (Иркин), сын.(660-680)
9. Туман, сын.(680-715)
10. Канлы-Яви, сын.(715-743)
11. Кара Алпарслан,сын.(743-766)
12. Кара-хан, сын.(766-789)
13. Бугра-хан, сын.(789-816)
14. Кузы-тегин, сын.(816-843)
15. Арслан, сын.(843-870)
16. Усман, сын.(870-897)
17. Исли, сын.(897-924)
18. Шайбан (Шибан), сын.(924-951)
19. Буран, сын.(951-980)
20. Али-хан, сын (ок. 980—998)
21. Шах-Малик Кылычарслан (998—1055)

1055 г. — завоевание Хорезма.